# Международный хоккейный турнир 1967
Международный хоккейный турнир прошёл с 30 ноября по 6 декабря 1967 года в Москве, Ленинграде и Воскресенске. Соревнования были организованы Федерацией хоккея СССР и посвящались 50-летию Октябрьской революции.
Состав участников: сборные Чехословакии, Канады (сборная восточных провинций), Польши и СССР. От приглашения отказались команды Швеции, США, Финляндии и ГДР. Советский Союз и Чехословакия выставили по две команды. Деление на первую и вторую сборные как у советских, так и у чехословацких хоккеистов было условным — сильнейших игроков рассредоточили между ними. Во второй команде СССР (тренеры Аркадий Чернышёв, Анатолий Тарасов) выступали Виктор Коноваленко, Александр Рагулин, Виталий Давыдов, Игорь Ромишевский, Владимир Юрзинов.
Первый матч первого международного хоккейного турнира в СССР состоялся в 15:00 30 ноября 1967 года. На лёд Дворца спорта «Лужники» вышли хоккеисты первой сборной Чехословакии и команды Польши. Матч закончился со счётом 9:1 в пользу чехословаков.

## Таблица
| 1 | СССР-I  | ~   | 5:2  | 1:3 | 9:1 | 7:0 | 6:1  | 5 | 4 | 0 | 1 | 28—7  | 8 |
| 2 | СССР-II | 2:5 | ~    | 3:1 | 2:1 | 9:3 | 13:1 | 5 | 4 | 0 | 1 | 20—11 | 8 |
| 3 | ЧССР-II | 3:1 | 1:3  | ~   | 3:3 | 7:2 | 7:0  | 5 | 3 | 1 | 1 | 21—9  | 7 |
| 4 | ЧССР-I  | 1:9 | 1:2  | 3:3 | ~   | 6:2 | 9:1  | 5 | 2 | 1 | 2 | 20—17 | 5 |
| 5 | Канада  | 0:7 | 3:9  | 2:7 | 2:6 | ~   | 5:3  | 5 | 1 | 0 | 4 | 12—32 | 2 |
| 6 | Польша  | 1:6 | 1:13 | 0:7 | 1:9 | 3:5 | ~    | 5 | 0 | 0 | 5 | 6—40  | 0 |

М — итоговое место, И- игры, В — выигрыш, Н — ничья, П — проигрыш, Ш — забитые-пропущенные шайбы, О — очки

## Лучшие бомбардиры
| Игрок           | Сборная | Шайб |
| --------------- | ------- | ---- |
| Владимир Шадрин | СССР-II | 6    |